# Letizia Cicconcelli
Letizia Cicconcelli (Fabriano, 7 ottobre 1999) è un'ex ginnasta italiana, membro della Nazionale di ginnastica ritmica dell'Italia.

## Carriera sportiva

### Junior
Cicconcelli ha iniziato a praticare la ginnastica ritmica a livello agonistico nel 2008. Quattro anni più tardi riceve la sua prima convocazione con la nazionale italiana juniores per disputare la Coppa del Mondo di Pesaro. Partecipa agli Europei di Vienna 2013 ottenendo il sesto posto con la squadra junior dell'Italia nell'esercizio di insieme. Ai successivi Europei di Baku comincia a gareggiare come individualista, piazzandosi al sesto posto nella palla e al settimo posto nel nastro.

### Senior
Nel 2015 fa il suo debutto senior vincendo subito la medaglia di bronzo nel concorso individuale ai campionati italiani assoluti, dietro Veronica Bertolini e Alessia Russo, e raggiungendo il gradino più alto del podio, a pari merito con Veronica Bertolini, nella finale del cerchio. Ai Mondiali di Stoccarda 2015 contribuisce al 14º posto ottenuto dall'Italia presentandosi al nastro (punteggio 15.808).
Nel 2016 Letizia Cicconcelli si laurea vicecampionessa italiana totalizzando 69.000 punti, posizionandosi dietro Bertolini (71.450) e davanti Russo (68.600).
In occasione degli Europei di Guadalajara 2018 entra a far parte della squadra delle Farfalle, sostituendo l'infortunata Beatrice Tornatore. L'Italia si piazza seconda nel concorso generale, dietro la Russia, mentre vince la medaglia d'oro nei 5 cerchi davanti Ucraina e Russia, completando infine questa edizione dei campionati con un altro secondo posto ottenuto nell'esercizio con palle e funi. Partecipa ai Mondiali di Sofia 2018 ancora come componente della squadra italiana, salendo nuovamente sul podio in tutte le specialità con all'attivo un oro nell'esercizio con palle e funi, un argento nell'all-around e un bronzo nei 5 cerchi.
Ai Mondiali di Baku 2019 ottiene la medaglia di bronzo nei 3 cerchi / 4 clavette.